# Tembo Tabou
Tembo Tabou est la cinquante-cinquième histoire de la série Spirou et Fantasio d'André Franquin, Greg et Roba. Elle est publiée pour la première fois dans Le Parisien Libéré, du 5/6 septembre 1959 au 16/17 janvier 1960. En 1974, elle est publiée au sein de l'album du même titre, accompagnée d'une seconde histoire.

## Univers

### Synopsis
Spirou et Fantasio cherchent à rejoindre l'écrivain américain Thirstywell dans la jungle africaine. Sur place, ils découvrent son camp piétiné, et en cherchant des traces, ils rencontrent des éléphants rouges, qui se révèlent vite être peints. Par la suite, ils entrent en contact avec des pygmées des environs, qui leur avouent posséder une forte quantité d'or, et que des bandits les menacent avec les éléphants s'ils refusent de payer un certain tribut en or régulièrement.
Les deux héros découvrent le camp des bandits et sont faits prisonniers, mais les pygmées, inspirés par leur courage, viennent les sauver et permettent la capture des bandits. Dans le camp, ils découvrent également Thirstywell prisonnier, parce que les criminels se méfiaient de lui.

### Personnages
- Spirou
- Fantasio

## Publication

### Revues
L'histoire est publiée pour la première fois dans Le Parisien libéré entre septembre 1959 et janvier 1960 (du numéro 4661 au 4775). Elle est publiée dans Spirou dix ans plus tard, en avril 1971, dans les numéros 1721 à 1723, alors que Jean-Claude Fournier a déjà remplacé Franquin comme auteur attitré de la série.

## Documentation
- Numa Sadoul, « Tembo Tabou », Les Cahiers de la bande dessinée, no 24,‎ 1974, p. 45.